# عليآباد (مقاطعة فراهان)
عليآباد (بالفارسية: علی‌آباد) هي قرية تقع في مركزي في إيران. يقدر عدد سكانها بـ 24 نسمة بحسب إحصاء 2016.